# Nier: Automata Ver1.1a
Nier: Automata Ver1.1a (jap. ニーア オートマタ Nia Otomata Ver1.1a) – japońska seria anime produkowana przez studio A-1 Pictures i reżyserowana przez Ryouji Masuyamę. Bazuje ona na komputerowej fabularnej grze akcji Nier: Automata wyprodukowanej przez studio PlatinumGames. Seria zaczęła się ukazywać w styczniu 2023 roku upamiętniając szóstą rocznicę wydania gry. 

## Fabuła
Akcja rozgrywa się w odległej przyszłości, w roku 5012. Nagła inwazja na Ziemię obcych wraz ze stworzonymi przez nich mechanicznymi formami życia doprowadziła ludzkość na skraj zagłady. Pozostałości ziemian przeniosły się na Księżyc przygotowując oddziały żołnierzy-androidów mających odbić planetę z rąk najeźdźców. Niestety wojna utknęła w impasie ze względu na nienaturalną zdolność maszyn do mnożenia się. W odpowiedzi ludzie przygotowali superbroń – YoRHę – nowy rodzaj androidów zbudowany wyłącznie w celu służenia ludzkości. Jedna z takich androidów – 2B – zostaje wysłana na Ziemię, by dołączyć do jednostki analizującej 9S, gdzie poza powierzoną misją przyjdzie im obu doświadczyć wielu niezwykłych wydarzeń. 

## Bohaterowie
YoRHa No.2 Type B (2B)
Seiyū: Yui Ishikawa 
YoRHa No.9 Type S (9S)
Seiyū: Natsuki Hanae 
Pod 042 (jap. ポッド042 Poddo 042)
Seiyū: Hiroki Yasumoto 
Pod 153 (jap. ポッド153 Poddo 153)
Seiyū: Kaoru Akiyama 
Dowódca (jap. 司令官 Shireikan)
Seiyū: Chiaki Kanou 
Operator 60 (jap. オペレーター60 Operētā 60)
Seiyū: Keiko Isobe 
Operator 210 (jap. オペレーター210 Operētā 210)
Seiyū: Meari Hatsumi 
Pascal (jap. パスカル Pasukaru)
Seiyū: Aoi Yūki 
Adam (jap. アダム Adamu)
Seiyū: Daisuke Namikawa 
Eve (jap. イヴ Ivu)
Seiyū: Tatsuhisa Suzuki 
Lily (jap. リリィ Rirī)
Seiyū: Atsumi Tanezaki 
YoRHa Type A No.2 (A2)
Seiyū: Ayaka Suwa 

## Produkcja
Seria została zapowiedziana podczas piątego rocznicowego livestreamu z gry Nier: Automata. Producentem jest studio A-1 Pictures, a za reżyserię odpowiada Ryouji Masuyama. Scenariusz napisał Yoko Taro, a postacie zaprojektował Jun Nakai, który również był głównym animatorem. Muzykę w serialu skomponował MONACA. Seria miała premierę 8 stycznia 2023 roku na kanale Tokyo MX oraz na innych platformach. Czołówką jest „Escalate” śpiewana przez Aimer, a tyłówką Antinomy (jap. アンチノミー Anchinomī) w wykonaniu Amazarashi. 
Anime będzie mieć inną historię niż gra komputerowa, na której się opiera. Scenarzysta Yoko Taro uzasadnił tę decyzję mówiąc, iż nie chce powtarzać już raz napisanej historii oraz że raz utworzony scenariusz nie powinien być powielany w jakiejkolwiek innej formie. Mimo to anime ma pozostać wierne wydarzeniom przedstawionym w grze. 
Od 21 stycznia seria była oficjalnie wstrzymana w emisji (od 4 odcinka wzwyż) ze względu na pandemię COVID-19. Opóźniony czwarty odcinek ukazał się 18 lutego 2023 roku. Ponowne wstrzymanie emisji nastąpiło po wydaniu 8 odcinka i trwało do 23 lipca 2023 roku. 
Po ukazaniu się ostatnich odcinków studio poinformowało, że produkcja drugiego sezonu otrzymała zielone światło oraz wyemitowano jego specjalny zwiastun. 

### Lista odcinków
Wyemitowany pierwszy sezon serialu liczy łącznie 12 odcinków.